# 2025-ös Formula–1 osztrák nagydíj
Az osztrák nagydíj a 2025-ös Formula–1 világbajnokság tizenegyedik futama volt, amelyet 2025. június 27. és június 29. között rendeztek meg a Red Bull Ringen, Spielberg városában.

## Választható keverékek
| Abroncs              | Friss | Használt |
| -------------------- | ----- | -------- |
| Kemény keverék (C3)  |       |          |
| Közepes keverék (C4) |       |          |
| Lágy keverék (C5)    |       |          |
| Átmeneti esőgumi (I) |       |          |
| Teljes esőgumi (W)   |       |          |

## Szabadedzések
Az osztrák nagydíj első szabadedzését június 27-én, pénteken délután tartották, magyar idő szerint 13:30-tól.
| helyezés | versenyző             | csapat/motor                 | elért idő | különbség | futott kör |
| -------- | --------------------- | ---------------------------- | --------- | --------- | ---------- |
| 1.       | George Russell        | Mercedes                     | 1:05,542  | –         | 34         |
| 2.       | Max Verstappen        | Red Bull-Honda RBPT          | 1:05,607  | +0,065    | 30         |
| 3.       | Oscar Piastri         | McLaren-Mercedes             | 1:05,697  | +0,155    | 33         |
| 4.       | Alex Dunne            | McLaren-Mercedes             | 1:05,766  | +0,224    | 29         |
| 5.       | Pierre Gasly          | Alpine-Renault               | 1:05,780  | +0,238    | 34         |
| 6.       | Gabriel Bortoleto     | Kick Sauber-Ferrari          | 1:05,874  | +0,332    | 35         |
| 7.       | Alexander Albon       | Williams-Mercedes            | 1:05,946  | +0,404    | 35         |
| 8.       | Carlos Sainz Jr.      | Williams-Mercedes            | 1:06,017  | +0,475    | 33         |
| 9.       | Lewis Hamilton        | Ferrari                      | 1:06,099  | +0,557    | 20         |
| 10.      | Isack Hadjar          | Racing Bulls-Honda RBPT      | 1:06,110  | +0,568    | 33         |
| 11.      | Andrea Kimi Antonelli | Mercedes                     | 1:06,130  | +0,588    | 35         |
| 12.      | Nico Hülkenberg       | Kick Sauber-Ferrari          | 1:06,140  | +0,598    | 32         |
| 13.      | Lance Stroll          | Aston Martin Aramco-Mercedes | 1:06,160  | +0,618    | 32         |
| 14.      | Fernando Alonso       | Aston Martin Aramco-Mercedes | 1:06,170  | +0,628    | 32         |
| 15.      | Liam Lawson           | Racing Bulls-Honda RBPT      | 1:06,189  | +0,647    | 34         |
| 16.      | Franco Colapinto      | Alpine-Renault               | 1:06,246  | +0,704    | 34         |
| 17.      | Cunoda Júki           | Red Bull-Honda RBPT          | 1:06,262  | +0,720    | 30         |
| 18.      | Dino Beganovic        | Ferrari                      | 1:06,369  | +0,827    | 32         |
| 19.      | Esteban Ocon          | Haas-Ferrari                 | 1:06,510  | +0,968    | 32         |
| 20.      | Oliver Bearman        | Haas-Ferrari                 | 1:06,738  | +1,196    | 30         |

Az osztrák nagydíj második szabadedzését június 27-én, pénteken délután tartották, magyar idő szerint 17:00-tól.
| helyezés | versenyző             | csapat/motor                 | elért idő | különbség | futott kör |
| -------- | --------------------- | ---------------------------- | --------- | --------- | ---------- |
| 1.       | Lando Norris          | McLaren-Mercedes             | 1:04,580  | –         | 34         |
| 2.       | Oscar Piastri         | McLaren-Mercedes             | 1:04,737  | +0,157    | 34         |
| 3.       | Max Verstappen        | Red Bull-Honda RBPT          | 1:04,898  | +0,318    | 24         |
| 4.       | Lance Stroll          | Aston Martin Aramco-Mercedes | 1:05,022  | +0,442    | 31         |
| 5.       | Charles Leclerc       | Ferrari                      | 1:05,190  | +0,610    | 32         |
| 6.       | George Russell        | Mercedes                     | 1:05,229  | +0,649    | 33         |
| 7.       | Cunoda Júki           | Red Bull-Honda RBPT          | 1:05,292  | +0,712    | 30         |
| 8.       | Gabriel Bortoleto     | Kick Sauber-Ferrari          | 1:05,411  | +0,831    | 31         |
| 9.       | Fernando Alonso       | Aston Martin Aramco-Mercedes | 1:05,457  | +0,877    | 31         |
| 10.      | Lewis Hamilton        | Ferrari                      | 1:05,511  | +0,931    | 34         |
| 11.      | Andrea Kimi Antonelli | Mercedes                     | 1:05,537  | +0,957    | 34         |
| 12.      | Liam Lawson           | Racing Bulls-Honda RBPT      | 1:05,543  | +0,963    | 31         |
| 13.      | Isack Hadjar          | Racing Bulls-Honda RBPT      | 1:05,547  | +0,967    | 34         |
| 14.      | Pierre Gasly          | Alpine-Renault               | 1:05,613  | +1,033    | 36         |
| 15.      | Esteban Ocon          | Haas-Ferrari                 | 1:05,698  | +1,118    | 31         |
| 16.      | Alexander Albon       | Williams-Mercedes            | 1:05,765  | +1,185    | 36         |
| 17.      | Carlos Sainz Jr.      | Williams-Mercedes            | 1:05,814  | +1,234    | 36         |
| 18.      | Oliver Bearman        | Haas-Ferrari                 | 1:05,835  | +1,255    | 34         |
| 19.      | Nico Hülkenberg       | Kick Sauber-Ferrari          | 1:05,918  | +1,338    | 35         |
| 20.      | Franco Colapinto      | Alpine-Renault               | 1:06,176  | +1,596    | 34         |

Az osztrák nagydíj harmadik szabadedzését június 28-án, szombat délután tartották, magyar idő szerint 12:30-tól.
| helyezés | versenyző             | csapat/motor                 | elért idő | különbség | futott kör |
| -------- | --------------------- | ---------------------------- | --------- | --------- | ---------- |
| 1.       | Lando Norris          | McLaren-Mercedes             | 1:04,324  | –         | 21         |
| 2.       | Oscar Piastri         | McLaren-Mercedes             | 1:04,442  | +0,118    | 20         |
| 3.       | Max Verstappen        | Red Bull-Honda RBPT          | 1:04,534  | +0,210    | 28         |
| 4.       | Charles Leclerc       | Ferrari                      | 1:04,574  | +0,250    | 20         |
| 5.       | Lewis Hamilton        | Ferrari                      | 1:04,790  | +0,466    | 23         |
| 6.       | George Russell        | Mercedes                     | 1:05,018  | +0,694    | 18         |
| 7.       | Andrea Kimi Antonelli | Mercedes                     | 1:05,053  | +0,729    | 18         |
| 8.       | Lance Stroll          | Aston Martin Aramco-Mercedes | 1:05,062  | +0,738    | 20         |
| 9.       | Cunoda Júki           | Red Bull-Honda RBPT          | 1:05,139  | +0,815    | 17         |
| 10.      | Gabriel Bortoleto     | Kick Sauber-Ferrari          | 1:05,182  | +0,858    | 18         |
| 11.      | Liam Lawson           | Racing Bulls-Honda RBPT      | 1:05,182  | +0,858    | 19         |
| 12.      | Fernando Alonso       | Aston Martin Aramco-Mercedes | 1:05,243  | +0,919    | 21         |
| 13.      | Nico Hülkenberg       | Kick Sauber-Ferrari          | 1:05,283  | +0,959    | 18         |
| 14.      | Alexander Albon       | Williams-Mercedes            | 1:05,314  | +0,990    | 22         |
| 15.      | Carlos Sainz Jr.      | Williams-Mercedes            | 1:05,326  | +1,002    | 21         |
| 16.      | Oliver Bearman        | Haas-Ferrari                 | 1:05,366  | +1,042    | 21         |
| 17.      | Pierre Gasly          | Alpine-Renault               | 1:05,366  | +1,042    | 26         |
| 18.      | Esteban Ocon          | Haas-Ferrari                 | 1:05,519  | +1,195    | 21         |
| 19.      | Franco Colapinto      | Alpine-Renault               | 1:05,546  | +1,222    | 26         |
| 20.      | Isack Hadjar          | Racing Bulls-Honda RBPT      | 1:06,023  | +1,699    | 18         |

## Időmérő edzés
Az osztrák nagydíj időmérő edzését június 28-én, szombat délután tartották, magyar idő szerint 16:00-tól.
| helyezés              | rajtszám | versenyző             | csapat/motor                 | Q1       | Q2       | Q3       | rajthely | futott kör |
| --------------------- | -------- | --------------------- | ---------------------------- | -------- | -------- | -------- | -------- | ---------- |
| 1                     | 4        | Lando Norris          | McLaren-Mercedes             | 1:04,672 | 1:04,410 | 1:03,971 | 1        | 18         |
| 2                     | 16       | Charles Leclerc       | Ferrari                      | 1:05,197 | 1:04,734 | 1:04,492 | 2        | 21         |
| 3                     | 81       | Oscar Piastri         | McLaren-Mercedes             | 1:04,966 | 1:04,556 | 1:04,554 | 3        | 19         |
| 4                     | 44       | Lewis Hamilton        | Ferrari                      | 1:05,115 | 1:04,896 | 1:04,582 | 4        | 21         |
| 5                     | 63       | George Russell        | Mercedes                     | 1:05,189 | 1:04,860 | 1:04,763 | 5        | 18         |
| 6                     | 30       | Liam Lawson           | Racing Bulls-Honda RBPT      | 1:05,017 | 1:05,041 | 1:04,926 | 6        | 17         |
| 7                     | 1        | Max Verstappen        | Red Bull Racing-Honda RBPT   | 1:05,106 | 1:04,836 | 1:04,929 | 7        | 18         |
| 8                     | 5        | Gabriel Bortoleto     | Kick Sauber-Ferrari          | 1:05,123 | 1:04,846 | 1:05,132 | 8        | 21         |
| 9                     | 12       | Andrea Kimi Antonelli | Mercedes                     | 1:05,178 | 1:05,052 | 1:05,276 | 9        | 17         |
| 10                    | 10       | Pierre Gasly          | Alpine-Renault               | 1:05,054 | 1:04,846 | 1:05,649 | 10       | 21         |
| 11                    | 14       | Fernando Alonso       | Aston Martin Aramco-Mercedes | 1:05,197 | 1:05,128 |          | 11       | 14         |
| 12                    | 23       | Alexander Albon       | Williams-Mercedes            | 1:05,143 | 1:05,205 |          | 12       | 18         |
| 13                    | 6        | Isack Hadjar          | Racing Bulls-Honda RBPT      | 1:05,063 | 1:05,226 |          | 13       | 12         |
| 14                    | 43       | Franco Colapinto      | Alpine-Renault               | 1:05,278 | 1:05,288 |          | 14       | 15         |
| 15                    | 87       | Oliver Bearman        | Haas-Ferrari                 | 1:05,218 | 1:05,312 |          | 15       | 15         |
| 16                    | 18       | Lance Stroll          | Aston Martin Aramco-Mercedes | 1:05,329 |          |          | 16       | 9          |
| 17                    | 31       | Esteban Ocon          | Haas-Ferrari                 | 1:05,364 |          |          | 17       | 9          |
| 18                    | 22       | Cunoda Júki           | Red Bull Racing-Honda RBPT   | 1:05,369 |          |          | 18       | 6          |
| 19                    | 55       | Carlos Sainz Jr.      | Williams-Mercedes            | 1:05,582 |          |          | 19       | 12         |
| 20                    | 27       | Nico Hülkenberg       | Kick Sauber-Ferrari          | 1:05,606 |          |          | 20       | 9          |
| 107%-os idő: 1:09,199 |          |                       |                              |          |          |          |          |            |

## Futam
Az osztrák nagydíj futamát június 29-én, vasárnap délután tartották, magyar idő szerint 15:00-tól.
| helyezés | rajtszám | versenyző             | csapat/motor                 | futott kör | idő/kiesés oka | rajthely | pont |
| -------- | -------- | --------------------- | ---------------------------- | ---------- | -------------- | -------- | ---- |
| 1        | 4        | Lando Norris          | McLaren-Mercedes             | 70         | 1:23:47,693    | 1        | 25   |
| 2        | 81       | Oscar Piastri         | McLaren-Mercedes             | 70         | +2,695         | 3        | 18   |
| 3        | 16       | Charles Leclerc       | Ferrari                      | 70         | +19,820        | 2        | 15   |
| 4        | 44       | Lewis Hamilton        | Ferrari                      | 70         | +29,020        | 4        | 12   |
| 5        | 63       | George Russell        | Mercedes                     | 70         | +1:02,396      | 5        | 10   |
| 6        | 30       | Liam Lawson           | Racing Bulls-Honda RBPT      | 70         | +1:07,754      | 6        | 8    |
| 7        | 14       | Fernando Alonso       | Aston Martin Aramco-Mercedes | 69         | +1 kör         | 11       | 6    |
| 8        | 5        | Gabriel Bortoleto     | Kick Sauber-Ferrari          | 69         | +1 kör         | 8        | 4    |
| 9        | 27       | Nico Hülkenberg       | Kick Sauber-Ferrari          | 69         | +1 kör         | 20       | 2    |
| 10       | 31       | Esteban Ocon          | Haas-Ferrari                 | 69         | +1 kör         | 17       | 1    |
| 11       | 87       | Oliver Bearman        | Haas-Ferrari                 | 69         | +1 kör         | 15       |      |
| 12       | 6        | Isack Hadjar          | Racing Bulls-Honda RBPT      | 69         | +1 kör         | 13       |      |
| 13       | 10       | Pierre Gasly          | Alpine-Renault               | 69         | +1 kör         | 10       |      |
| 14       | 18       | Lance Stroll          | Aston Martin Aramco-Mercedes | 69         | +1 kör         | 16       |      |
| 15       | 43       | Franco Colapinto      | Alpine-Renault               | 69         | +1 kör         | 14       |      |
| 16       | 22       | Cunoda Júki           | Red Bull Racing-Honda RBPT   | 68         | +2 kör         | 18       |      |
| Ki       | 23       | Alexander Albon       | Williams-Mercedes            | 15         | túlmelegedés   | 12       |      |
| Ki       | 1        | Max Verstappen        | Red Bull Racing-Honda RBPT   | 0          | baleset        | 7        |      |
| Ki       | 12       | Andrea Kimi Antonelli | Mercedes                     | 0          | baleset        | 9        |      |
| Ni       | 55       | Carlos Sainz Jr.      | Williams-Mercedes            | 0          | fékek          | 19       |      |

## A világbajnokság állása a verseny után
| H   | Versenyzők            | Pont | H   | Konstruktőrök                | Pont |
| --- | --------------------- | ---- | --- | ---------------------------- | ---- |
| 1.  | Oscar Piastri         | 216  | 1.  | McLaren-Mercedes             | 417  |
| 2.  | Lando Norris          | 201  | 2.  | Ferrari                      | 210  |
| 3.  | Max Verstappen        | 155  | 3.  | Mercedes                     | 209  |
| 4.  | George Russell        | 146  | 4.  | Red Bull Racing-Honda RBPT   | 162  |
| 5.  | Charles Leclerc       | 119  | 5.  | Williams-Mercedes            | 55   |
| 6.  | Lewis Hamilton        | 91   | 6.  | Racing Bulls-Honda RBPT      | 36   |
| 7.  | Andrea Kimi Antonelli | 63   | 7.  | Haas-Ferrari                 | 29   |
| 8.  | Alexander Albon       | 42   | 8.  | Aston Martin Aramco-Mercedes | 28   |
| 9.  | Esteban Ocon          | 23   | 9.  | Kick Sauber-Ferrari          | 26   |
| 10. | Nico Hülkenberg       | 22   | 10. | Alpine-Renault               | 11   |

(A teljes táblázat)

## Statisztikák
- Vezető helyen:
  - Lando Norris: 62 kör (1-19, 26–51, 54–70)
  - Oscar Piastri: 7 kör (20-24, 52–53)
  - Lewis Hamilton: 1 kör (25)
- Lando Norris 12. pole-pozíciója és 7. futamgyőzelme.
- Oscar Piastri 6. versenyben futott leggyorsabb köre.
- A McLaren 197. futamgyőzelme.
- A McLaren 53. kettős győzelme.
- Lando Norris 35., Oscar Piastri 19., és Charles Leclerc 47. dobogós helyezése.